# Argyroeides augiades
Argyroeides augiades är en fjärilsart som beskrevs av Druce 1896. Argyroeides augiades ingår i släktet Argyroeides och familjen björnspinnare. Inga underarter finns listade i Catalogue of Life.